# Bleke elzenzompzwam
De bleke elzenzompzwam (Naucoria escharioides) is een schimmel behorend tot de familie Hymenogastraceae. Hij leeft als mycorrhizasymbiont bij Els (Alnus). Hij komt vooral voor in talrijke elzenbroekbossen en andere loofbossen met els, op natte en vochtige veen-, zand- en kleibodems, maar ook geregeld langs elzensingels en slootkanten met verspreide elzen.

## Kenmerken

### Uiterlijke kenmerken
Hoed
De hoed heeft een diameter van 5 tot 30 mm. De vorm is aanvankelijk convex, later vlak, soms met een brede en stompe knol, dun, licht hygroscopisch, honinggeel als het nat is, oker, meestal iets donkerder in het midden, lichter als het droog is, zelfs witachtig aan de rand. Het oppervlak is viltig (zichtbaar met een loep), scherpe rand, op zijn best licht geribbeld.
Lamellen
De lamellen zijn buikig, romig, lichtgeel tot oker, soms met een olijfkleurige tint als ze rijp zijn.
Steel
De steel is 30–70 mm lang en 1,5–4 mm dik. De steel is soms leeg. Vezelachtig oppervlak, aanvankelijk geelachtig, daarna geleidelijk bruin vanaf de steelvoet.
Vlees
Het vlees is dun, met een onduidelijke of licht radijsachtige geur. Het heeft een milde of licht bittere smaak.
Sporenprint
De sporenprint is roestkleurig.

### Microscopische kenmerken
De sporen zijn spoelvormig of nauw amandelvormig, papillair en meten 9–12,5 × 4,5–6,5 µm. De cheilocystidia zijn nauw flesvormig, 30–50 × 4–12 µm, soms met kopvormigeuiteinden.

## Verspreiding
In Europa is de bleke elzenzompzwam wijdverspreid en er zijn veel plaatsen gemeld. Er is ook gemeld dat het voorkomt in Noord-Amerika, Rusland en Nieuw-Zeeland.
In Nederland komt de bleke elzenzompzwam zeer algemeen voor.

## Foto's

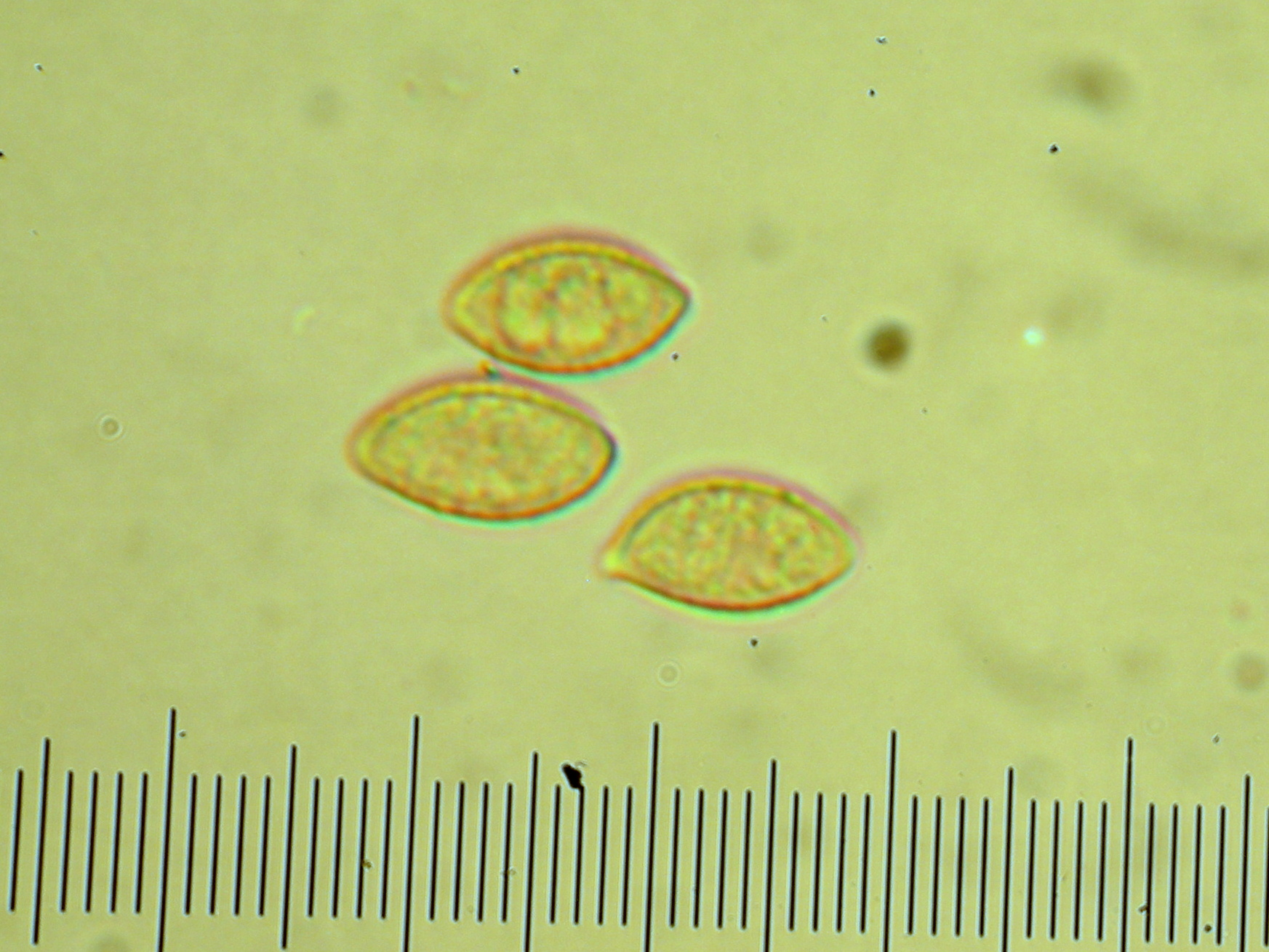
Sporen
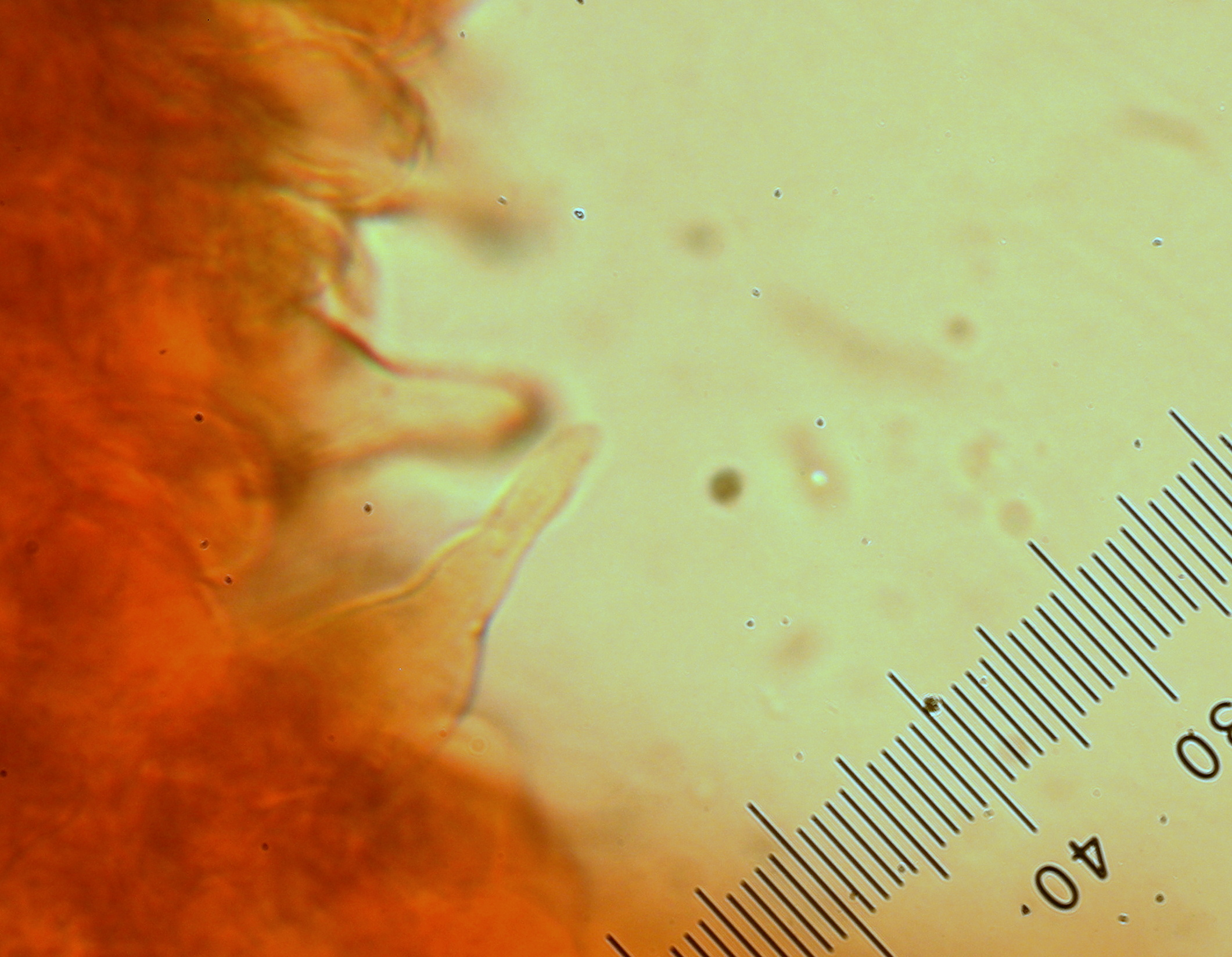
Cheilocystidia